# Boso van Provence
Bos(s)o van Provence, of van Vienne of van Bourgondië (844 – Vienne, 11 januari 887), graaf van Vienne, stichtte in 879 het koninkrijk Bourgondië en Provence en werd zo de eerste koning binnen het Frankische Rijk die niet van Karel de Grote afstamde. Hij behoorde tot de adellijke familie der Bosoniden.

## Leven en loopbaan

### Hoveling en bestuurder
Boso was een zoon van Bivinus van Metz en Richardis, dochter van Boso van Arles. Hij werd door het huwelijk van zijn zuster Richildis met Karel de Kale een belangrijke hoveling. In 870 werd hij graaf van Troyes, Lyon en Vienne, en lekenabt van de abdij van Sint-Mauritius in Agaunum. In 872 werd hij benoemd tot graaf van Berry en tot kamerheer van Lodewijk de Stamelaar, die onder zijn vader koning van Aquitanië was. Boso werd een belangrijke raadgever en bestuurder onder Lodewijk. In 876 volgde hij Karel de Kale naar Italië, waar die tot koning werd gekozen en tot keizer werd gekroond. In Pavia werd Boso tot aartsminister en stadhouder van Italië, en tot hertog van Provence benoemd. Boso nam Ermengarde, dochter van de overleden koning Lodewijk II van Italië, en haar moeder Engelberga van Parma, gevangen. Al snel kwamen de drie tot zaken en Boso trouwde met Ermengarde. In 877 werd hij benoemd tot graaf van Mâcon en Chalon-sur-Saône. Hij verzette zich tegen een tweede veldtocht van Karel in Italië. Na het overlijden van Karel behoorde Boso tot de edelen die bij Lodewijk de Stamelaar de bevestiging van diens toezeggingen afdwongen.
In 878 vergezelde Boso paus Johannes VIII naar Troyes om steun tegen de Saracenen en de Italiaanse edelen te vragen. Boso werd met een klein leger naar Pavia gestuurd en de paus adopteerde hem als zoon. Samen wilden ze Boso tot koning van Italië laten uitroepen, maar de Italiaanse bisschoppen en edelen verzetten zich hiertegen en Boso keerde terug naar huis. In 879 werd hij benoemd tot graaf van Autun.

### Koning van Bourgondië en Provence
Na het overlijden van Lodewijk de Stamelaar in 879 werd diens koninkrijk West-Francië gedeeld tussen zijn twee oudste zoons, Lodewijk III van Frankrijk en Karloman van Frankrijk. Boso was een tegenstander van deze deling, aangezien hij het koningschap van geheel West-Francië ambieerde. Toen dat jaar ook nog een inval door de Oost-Franken plaatsvond, maakte hij gebruik van de verwarring en riep zich uit tot een zelfstandige koning in ongeveer het gebied tussen de Rhône, de Alpen en de Middellandse Zee, namelijk Provence en Cisjuranië. In dit gebied had hij al een groot aantal functies en bezittingen. Hij maakte Arles tot zijn hoofdstad. Zijn vrouw, Ermengarde, en zijn schoonmoeder Engelberga van Parma zouden zijn ambitie nog hebben versterkt. De paus was daarentegen teleurgesteld dat Boso's ambitie bij de Alpen ophield en daardoor geen nuttige bondgenoot meer voor hem was. Ter gelegenheid van zijn kroning stichtte hij de abdij van Charlieu. In hoog tempo creëerde hij een regering en een feodale organisatie.
Boso's koningschap werd niet door de andere koningen van de Frankische koninkrijken geaccepteerd. Hij was namelijk de eerste koning die niet van Karel de Grote afstamde (zijn vrouw wel) en zijn koningschap was daardoor een onaanvaardbaar precedent omdat het inbreuk maakte op hun exclusieve rechten op de koningstitels. Ze sloten een bondgenootschap tegen Boso en belegerden in 880 Vienne. Boso liet de verdediging van de stad over aan zijn vrouw en trok zich zelf met een leger terug in de bergen. Door onderlinge conflicten werd het beleg na enige tijd opgeheven. Vienne werd opnieuw belegerd door Karloman van Frankrijk die echter in 882 wegtrok na het nieuws van het overlijden van zijn broer Lodewijk III van Frankrijk. Hetzelfde jaar werd Vienne veroverd door Karel III de Dikke. Ermengarde en haar kinderen werden gevangengenomen en door Boso's broer Richard I van Bourgondië in Autun opgesloten. In 884 werd Karel de Dikke koning van alle Frankische koninkrijken. In ruil voor een huldiging door Boso en de opgave van Wallis, Aosta en Savoye erkende Karel zijn koningstitel van Provence en sloot vrede.
De laatste jaren van zijn leven verliepen rustig. Boso werd begraven in de kathedraal van Vienne.

## Huwelijken en nakomelingen
De eerste vrouw van Boso is onbekend. Volgens kwade geruchten heeft Boso haar laten doden om met Ermengarde te kunnen trouwen. Ze hadden een dochter:
- Willa (ca. 865 - vóór 924), gehuwd met Rudolf I van Bourgondië

Boso en Ermengarde hadden de volgende kinderen:
- Engelberga van Provence, eerst gehuwd met Karloman II van Frankrijk (866-884) en daarna met Willem I van Aquitanië (-918)
- Irmgard (877 - na 924), gehuwd met Manasses (ca. 870 - na 925), graaf van Dijon, hun zoon Giselbert van Chalon werd hertog van Bourgondië
- Lodewijk de Blinde (880-923), koning van Provence